# Население Монреаля
Монреаль имеет долгую и сложную демографическую историю. Несмотря на то, что стоянки первых людей — индейских племен — на территории города появились около 8 тыс. лет назад, первое постоянное централизованное людское поселение на острове Монреаль — «Вилль-Мари» возникло лишь в 1642 году, а француз Поль Шомеди де Мезоннёв стал первым правителем города (при губернаторе Самуиле де Шамплене), а земли по берегам реки Святого Лаврентия были реорганизованы на карте в систему полуфеодальных наделов (сеньории Новой Франции).

## Французский режим
Город заселялся французами в 1642—1760 гг. (118 лет), однако парижские власти практически не занимались развитием поселения (столицей Новой Франции к тому же был г. Квебек, основанный в 1608 году). Так, Вольтер считал всю Канаду стратегически малозначимой и презрительно употребил для её описания фразу: «несколько арпанов снега». Немногочисленные французские колонисты Монреаля, в основном молодые мужчины, проживали в деревянных избах и занимались торговлей пушниной. Из-за хронической нехватки французских женщин первые колонисты похищали или выкупали у индейских племён индейских женщин.
О слабых темпах развития города свидетельствуют данные первых французских колониальных отчётов:
Так в 1680 году, спустя почти сорок лет после основания, в поселении насчитывалось всего 493 колониста (в скобках указано их происхождение):
- 75 (Париж),
- 68 (Нормандия),
- 54 (Они и Ла-Рошель),
- 35 (Анжу)
- 34 (Пуату),
- 28 (Мэн),
- 23 (Сентонж),
- 17 (Бретань),
- 16 (Перш),
- 13 (Ангулем),
- 12 (Шампань)
- 10 (Пикардия)

Во второй половине века король Людовик XIV Солнце посылает в колонию т.н. Дочерей короля, порядка 700 незамужних французских девушек (Королевские девушки) с целью их вступления в брак.
Однако, иммиграция из Франции никогда не была многочисленной поскольку теплолюбивые французы плохо переносили северные зимы. Исключения составили нормандцы, привыкшие к довольно ветреному и сырому морскому климату северо-западной Франции.
В августе 1701, 1 300 представителей индейских племён северо-востока Америки собрались на франко-индейский съезд в Монреале (в котором к тому времени насчитывалось 1 200 жителей) для подписания важного договора о сотрудничестве, получившего название Великий монреальский мир (La Grande paix de Montréal). Многие из индейцев, участвовавших в съезде, фактически стали послами индейских племён при французской колониальной администрации и остались жить в посёлке, увеличив его население до 2.000 человек.
В начале XVIII века город становится важнейшим фортом, откуда французские исследователи Луи Жолье, Ля-Саль, Ля-верендье и Дюлют направляются вглубь континента. Постепенно город привлекает к себе всё большее внимание англичан, чьим американским колониям уже недостаточно жизненного пространства на узкой полосе Атлантического океана. Для защиты города в 1725 был построен первый земляной вал. Несмотря на мощное землетрясение 16 сентября 1732, фортификационные сооружения совершенствуются вплоть до 1740. В это же время быстро растёт численность населения. К 1760 году, когда Граф де Леви окончательно сдал город британцу Лорду Джеффри Амхерсту, население Монреаля превзошло 5 тыс. чел., хотя в столице региона — Квебеке по-прежнему было больше жителей (9 тыс.).

## Динамика численности населения города
| Год  | Население |
| ---- | --------- |
| 1801 | 9000      |
| 1811 | 13 300    |
| 1821 | 18 767    |
| 1831 | 27 297    |
| 1841 | 40 356    |
| 1851 | 57 715    |

| Год  | Население |
| ---- | --------- |
| 1861 | 90 323    |
| 1871 | 107 225   |
| 1881 | 140 747   |
| 1891 | 216 650   |
| 1901 | 267 730   |
| 1911 | 467 986   |

| Год  | Население |
| ---- | --------- |
| 1921 | 618 506   |
| 1931 | 818 577   |
| 1941 | 903 007   |
| 1951 | 1 036 542 |
| 1961 | 1 257 537 |
| 1971 | 1 214 532 |

| Год  | Население |
| ---- | --------- |
| 1981 | 1 018 609 |
| 1991 | 1 017 666 |
| 1996 | 1 571 630 |
| 2001 | 1 617 680 |
| 2006 | 1 637 563 |

Демографический переход среди англоязычного населения города завершился, вероятно, ещё в конце XIX века, среди франкоязычного — к началу 60-х годов XX столетия. С тех пор основной прирост населения города обеспечивает международная миграция. С конца 1970-х годов свыше 80 % иммигрантов в городе — выходцы из стран Азии, Африки и Латинской Америки, многие из которых в прошлом были колониями Франции. Среди стран исхода нео-монреальцев особо выделяются Алжир, Марокко, Гаити, в последнее время Франция, Китай, Румыния и Колумбия. При этом внутри страны миграционное сальдо Монреаля отрицательно из-за эмиграции англоязычного (а временами и франкоязычного) населения в Онтарио и США.

## Языки

Census tracts in Montreal identified by mother tongue language.

|                                                                                    | 1996   | 2001   | 2006   |
| ---------------------------------------------------------------------------------- | ------ | ------ | ------ |
| Французский                                                                        | 71.2 % | 72.1 % | 70.5 % |
| Английский                                                                         | 19.4 % | 18.5 % | 18.5 % |
| Другой                                                                             | 13.4 % | 13.1 % | 14.6 % |
| Сумма может быть больше 100%, так как некоторые говорят на нескольких языках дома. |        |        |        |

| Язык          | Большой Монреаль | Квебек | Канада |
| ------------- | ---------------- | ------ | ------ |
| Французский   | 66.5 %           | 80.1 % | 22.3 % |
| Английский    | 13.2 %           | 8.6 %  | 58.4 % |
| Итальянский   | 3.5 %            | 1.8 %  | 1.5 %  |
| Арабский      | 3.1 %            | 1.6 %  | 0.9 %  |
| Испанский     | 2.6 %            | 1.5 %  | 1.2 %  |
| Креольский    | 1.3 %            | 0.7 %  | 0.2 %  |
| Китайский     | 1.2 %            | 0.6 %  | 1.5 %  |
| Греческий     | 1.2 %            | 0.6 %  | 0.4 %  |
| Португальский | 0.8 %            | 0.5 %  | 0.7 %  |
| Румынский     | 0.7 %            | 0.4 %  | 0.3 %  |
| Вьетнамский   | 0.7 %            | 0.4 %  | 0.5 %  |
| Русский       | 0.5 %            | 0.3 %  | 0.4 %  |
| Армянский     | 0.4 %            | 0.2 %  | 0.1 %  |
| Польский      | 0.4 %            | 0.2 %  | 0.7 %  |